# U 124 (1940)
U 124 (1940) (přezdívka Edelweissboot) byla německá ponorka dalekého dosahu typu IX B postavená před druhou světovou válkou pro německé válečné námořnictvo. V období mezi srpnem 1940 a dubnem 1943 vyplula na 11 bojových plaveb. U 124 potopila 48 spojeneckých lodí o celkové tonáži 224 953 BRT, 2 válečné lodě o celkové tonáži 5 775 BRT a poškodila 4 lodě o celkové tonáži 30 067 BRT. Do služby byla zařazena 11. června 1940 pod velením Georga-Wilhelma Schulze (10. března 1906–5. června 1986). Dalším velitelem byl Johann Mohr (12. června 1916–3. dubna 1943).

## Konstrukce
Ponorka U 124 byla objednána 24. května 1938 v loděnicích Deutsche Schiff- und Maschinenbau Aktiengesellschaft (Deschimag) pod výrobním číslem 968. Výroba byla zahájená 16. listopadu 1939. Na vodu byla spuštěna 15. června 1940. Do služby byla zařazena 10. září 1940. Typ IX B byla delší než původní ponorky typu IX. Na hladině měla výtlak 1051 tun, při ponoření 1178 tun. Ponor byl 4,7 m, výška 9,6 m. Pohon tvořily dva devíti válcové diesel motory MAN M 9 V 40/46 o celkovém výkonu 4400 hp (3240 kW) k pohonu na hladině a dobíjení baterií. K plavbě pod vodu sloužily dva elektromotory Siemens-Schuckert 2 GU 345/34 o celkovém výkonu 1000 hp (740 kW). Dvě lodní hřídele poháněly ponorku pomocí lodních šroubů o průměru 1,92 m. Mohla se potopit a plout až 230 m pod hladinou moře. Její maximální rychlost byla 18,2 uzlů (33,7 km/h) na hladině a 7,3 uzlů (13,5 km/h) pod hladinou. Dosah byl 12 000 námořních mil (22 000 km) při rychlosti 10 uzlů (19 km/h), pod vodou při rychlosti 4 uzly (7,4 km/h) urazila 64 námořních mil (119 km).

## Historie služby
U 124 od 10. června 1940 do 19. srpna 1940 byla zařazena jako výcviková ponorka 2. ponorkové flotily–školní ve Wilhelmshavenu. Od 19. srpna 1940 do 2. dubna 1943 byla převelena pod 2. ponorkovou flotilu (německy 2. U-Flottille, anglicky 2nd U-boat Flotilla) ve Wilhelmshaven pak v Lorientu ve Francii. Během své služby se zúčastnila dvou vlčích smeček. Na ponorce U 124 sloužili pozdější velitelé U 123 Reinhard Hardegen a U 515 Werner Henke.

### Lodní znak
Lodním znakem byl květ plesnivce alpského. Kapitán Schulz velel ponorce U 64, která byla potopena u norských břehů. Kapitánovi a části posádky se podařilo doplavat ke břehům, kde se jich ujali němečtí horští myslivci (v jejich znaku byla alpská protěž). Z vděčnosti k zachráncům byla tato květina zvolena jako znak U 124. Pod velením Mohra byl přidán na věž druhý znak: zelená žába.

### První bojová plavba
Na první bojovou plavbu ponorka U 124 vyplula z Kielu 19. srpna 1940 a vrátila se 16. září 1940 do Lorientu. Operační prostor byl v Severním moři, kolem Hebrid, v Severním průlivu, kolem ostrůvku Rockall a na sever od Irska. Potopila 2 lodi o celkové tonáži 10 563 BRT a jednu loď poškodila o celkové tonáži 3 900 BRT.
| datum          | jméno     | příslušnost | tonáž [BRT] | konvoj | Pozice          |
| -------------- | --------- | ----------- | ----------- | ------ | --------------- |
| 25. srpen 1940 | Firecrest | UK          | 5 394       | HX 65A | 58°52′N 6°34′W  |
| 25. srpen 1940 | Harpalyce | UK          | 5 619       | HX 65A |                 |
| 25. srpen 1940 | Stakesby  | UK          | 3 900       | HX 65A | 58°26′N 6°34′W) |

Nákladní loď Harpalyce byla potopena severně od ostrova Lewis, Hebridy u Skotska. Loď Stakesby byla poškozená a odtažená na mělčinu u Stornaway. Později byla vyzvednuta, opravena a přejmenována na Empire Derwent.
Ponorka U 124 byla napadena HMS Godetia korvetou třídy Flower Královského námořnictva, která na ni svrhla 12 hlubinných pum. U 124 se potopila do hloubky 90 m na členité mořské dno, kde ležela hodinu a tak korveta s ní ztratila kontakt. Útok ponorce poškodil tři torpédomety. Zbytek mise podávala zprávy o počasí.

### Druhá bojová plavba
Na druhou bojovou plavbu U 124 vyplula 5. října 1940 z Lorientu a vrátila se 13. listopadu 1940. Operační prostor byl v severní části Atlantiku u severozápadně od Irska. U 124 potopila 5 lodí o celkové tonáži 20 061 BRT. Dne 17. října 1940 byla napadena anglickou ponorkou HMS Clyde, jejíž tři torpéda minuly cíl.
| datum             | jméno        | příslušnost | tonáž [BRT] | konvoj | Pozice          |
| ----------------- | ------------ | ----------- | ----------- | ------ | --------------- |
| 16. října 1940    | Trevisa      | Kanada      | 1 813       | SC 7   | 57°28′N 20°30′W |
| 20. října 1940    | Cubano       | UK          | 5 810       | OB 229 | 57°55′N 25°00′W |
| 20. října 1940    | Sulaco       | UK          | 5 389       | OB 229 | 57°25′N 25°00′W |
| 31. října 1940    | Rutland      | UK          | 1 437       | HX 82  | 57°00′N 16°00′W |
| 1. listopadu 1940 | Empire Bison | UK          | 5 612       | HX 82  | 59°30′N 17°40′W |

### Třetí bojová plavba
Na třetí bojovou plavbu U 124 vyplula 16. prosince 1940 z Lorientu a vrátila se 22. ledna 1941. Operační prostor byl v severní části Atlantského oceánu, v Severním průlivu. U 124 potopila jednu loď o celkové tonáži 5 965 BRT severovýchodně od ostrůvku Rockall.
| datum         | jméno          | příslušnost | tonáž [BRT] | konvoj | Pozice          |
| ------------- | -------------- | ----------- | ----------- | ------ | --------------- |
| 6. ledna 1941 | Empire Thunder | UK          | 5 965       | OB 269 | 59°14′N 12°43′W |

### Čtvrtá bojová plavba
Na čtvrtou bojovou plavbu U 124 vyplula 23. února 1941 z Lorientu a vrátila se 1. května 1941. Operační prostor byl v centrální části Atlantského oceánu, u Kanárských ostrovů a Freetownu. U 124 potopila 11 lodí o celkové tonáži 53 297 BRT. 4. března 1941 v Las Palmas natankovala 34 m³ paliva a naložila proviant. Mez 15. březnem a 19. březnem 1941 z pomocného křižníku Kormoran doplnila torpéda a 80 m³ paliva.
| datum           | jméno      | příslušnost | tonáž [BRT] | konvoj | Pozice          |
| --------------- | ---------- | ----------- | ----------- | ------ | --------------- |
| 8. března 1941  | Hindpool   | UK          | 4 897       | SL 67  | 20°51′N 20°32′W |
| 8. března 1941  | Lahore     | UK          | 5 304       | SL 67  | 21°03′N 20°38′W |
| 8. března 1941  | Nardana    | UK          | 7 974       | SL 67  | 20°51′N 20°32′W |
| 8. března 1941  | Tielbank   | UK          | 5 984       | SL 67  | 20°51′N 20°32′W |
| 30. března 1941 | Umona      | UK          | 3 767       |        |                 |
| 5. duben 1941   | Marlene    | UK          | 6 507       |        | 8°15′N 14°19′W  |
| 7. duben 1941   | Portadoc   | UK          | 1 746       |        | 7°17′N 16°53′W  |
| 8. duben 1941   | Tweed      | UK          | 2 697       |        | 7°43′N 15°11′W  |
| 11. duben 1941  | Aegeon     | Řecko       | 5 285       |        | 6°55′N 15°38′W  |
| 12. duben 1941  | St. Helena | UK          | 4 313       |        | 7°50′N 14°00′W) |
| 13. duben 1941  | Corinthic  | UK          | 4 823       |        | 8°10′N 14°40′W  |

Osobní loď Umona byla potopena 170 km jihozápadně od Freetownu, Sierra Leone.

### Pátá bojová plavba
Na pátou bojovou plavbu U 124 vyplula 10. července 1941 z Lorientu a vrátila se 1. října 1941. Operační prostor byl západně od Gibraltaru a u severozápadního pobřeží Afriky. Během bojové plavby žádná loď nebyla potopena ani poškozena.

### Šestá bojová plavba
Na šestou bojovou plavbu U 124 vyplula 16. září 1941 z Lorientu a vrátila se 1. října 1941. Operační prostor byl v severní části Atlantského oceánu u jihozápadně od Irska. U 124 potopila šest lodí o celkové tonáži 11 659 BRT.
| datum         | jméno         | příslušnost | tonáž [BRT] | konvoj | Pozice          |
| ------------- | ------------- | ----------- | ----------- | ------ | --------------- |
| 20. září 1941 | Baltallin     | UK          | 1 303       | OG 74  | 48°07′N 22°07′W |
| 20. září 1941 | Empire Moat   | UK          | 2 922       | OG 74  | 48°07′N 22°07′W |
| 25. září 1941 | Empire Stream | UK          | 2 922       | HG 73  | 46°03′N 24°40′W |
| 26. září 1941 | Cervantes     | UK          | 1 810       | HG 73  | 48°37′N 20°01′W |
| 26. září 1941 | Petrel        | UK          | 1 354       | HG 73  | 47°40′N 23°30′W |
| 26. září 1941 | Lapwing       | UK          | 1 348       | HG 73  | 47°40′N 23°28′W |

### Sedmá bojová plavba
Na sedmou bojovou plavbu U 124 vyplula 30. října 1941 z Lorientu a vrátila se 29. prosince 1941. Operační prostor byl v centrální části Atlantského oceánu u Kapverdských ostrovů a ostrovů Ascension a Svatá Helena. U 124 potopila jednu loď o celkové tonáži 6 275 BRT a jeden lehký křižník. U 124 doplnila 18. listopadu 1941 106 m³ paliva ze zásobovací lodi Python. 6. prosince z ponorky U 68 doplnila 50 m³ paliva a také 104 zachráněných námořníků z pomocného křižníku Atlantis (byl potopen 22. prosince 1941), z toho bylo předáno 70 mužů na italskou ponorku Calvia 18. prosince 1941. V St. Nazaire 28. prosince 1941 vysadila zachráněné námořníky a ještě v tentýž den vyplula do Lorientu.
| datum             | jméno       | příslušnost | tonáž [BRT] | konvoj | Pozice         |
| ----------------- | ----------- | ----------- | ----------- | ------ | -------------- |
| 24. listopad 1941 | HMS Dunedin | Royal Navy  | 4 850       |        |                |
| 3. prosince 1941  | Sagadahoc   | USA         | 6 275       |        | 21°20′S 7°50′W |

Křižník HMS Devonshire napadl pomocný křižník Atlantis a potopil jej 22. prosince 1941. Lehký křižník HMS Dunedin byl potopen ponorkou U 124 severovýchodně od Recife, Brazílie.

### Osmá bojová plavba
Na osmou bojovou plavbu U 124 vyplula 21. února 1942 z Lorientu a vrátila se 10. dubna 1942. Operační prostor byl u východního pobřeží USA, u mysu Lookout (Cap Lookout) Severní Karolína a u mysu Hatteras, Severní Karolína, a severně od Bermud. U 124 potopila sedm lodí o celkové tonáži 42 048 BRT a poškodila tři lodě o celkové tonáži 26 167 BRT. Tanker Acme po zásahu torpédem se potopil v mělkých vodách, odkud byl později vyzdvižen a opraven. Tanker Atlantic Sun byl poškozen, opraven a 15. února 1943 potopen ponorkou U 607. Tanker Esso Nashville po zásahu torpédem byl roztržen. Jeho příď se potopila. Záď, která se udržela nad vodou, byla odtažena do Baltimoru, zde byl tanker opraven a znovu zařazen do služby 16. března 1943.
| datum           | jméno               | příslušnost | tonáž [BRT] | konvoj | Pozice           |
| --------------- | ------------------- | ----------- | ----------- | ------ | ---------------- |
| 14. březen 1942 | British Resource    | UK          | 7 209       |        | 36°04′N 65°38′W  |
| 17. březen 1942 | Acme                | USA         | 6 878       |        |                  |
| 17. březen 1942 | Ceiba               | Honduras    | 1 698       |        | 35°43′N 73°49′W) |
| 18. březen 1942 | E. M. Clark         | USA         | 9 647       |        | 34°50′N 75°35′W  |
| 18. březen 1942 | Kassandra Louloudis | Řecko       | 5 106       |        | 35°05′N 75°25′W  |
| 19. březen 1942 | SS Papoose          | USA         | 5 939       |        | 34°17′N 76°39′W) |
| 19. březen 1942 | W. E. Hutton        | USA         | 7 076       |        | 34°25′N 76°50′W  |
| 21. březen 1942 | Atlantic Sun        | USA         | 11 355      |        |                  |
| 21. březen 1942 | Esso Nashville      | USA         | 7 934       |        | 33°35′N 77°22′W  |
| 23. březen 1942 | Naeco               | USA         | 5 373       |        | 33°59′N 76°40′W  |

### Devátá bojová plavba
Na devátou bojovou plavbu U 124 vyplula 4. května 1942 z Lorientu a vrátila se 26. června 1942. Operační prostor byl v severní části Atlantiku u ostrova Newfoundland. Zúčastnila se vlčí smečky Hecht. U 124 potopila šest lodí o celkové tonáži 31 504 BRT jednu korvetu o celkové tonáži 925 BRT. Během plavby 27. května 1942 doplnila 30 m² paliva z ponorky U 116.
| datum           | jméno          | příslušnost | tonáž [BRT] | konvoj  | Pozice           |
| --------------- | -------------- | ----------- | ----------- | ------- | ---------------- |
| 12. května 1942 | Cristales      | UK          | 5 389       | ONS 92  | 52°55′N 29°50′W  |
| 12. května 1942 | Empire Dell    | UK          | 2 609       | ONS 92  | 50°00′N 29°57′W  |
| 12. května 1942 | Llandover      | UK          | 4 959       | ONS 92  | 52°50′N 29°04′W  |
| 12. května 1942 | Mount Parnes   | Řecko       | 4 371       | ONS 92  | 52°31′N 29°20′W) |
| 9. června 1942  | FFL Mimosa     | FFNF        | 925         | ONS 100 |                  |
| 12. června 1942 | Dartford       | UK          | 4 093       | ONS 100 | 49°19′N 41°33′W  |
| 18. června 1942 | Seattle Spirit | USA         | 5 627       | ONS 102 | 50°24′N 42°37′W  |

Parník Seattle Spirit byl vyzbrojen jedním čtyřpalcovým kanonem a dvěma kulomety ráže 7,62 a 12,7 mm.

### Desátá bojová plavba
Na desátou bojovou plavbu U 124 vyplula 25. listopadu 1942 z Lorientu a vrátila se 13. února 1943. Operační prostor byl v západní části Atlantiku u Jižní Ameriky v Karibiku. Dne 1. ledna 1943 byla napadena hydroplánem Catalina východně od Port of Spain. U 124 potopila jednu loď o celkové tonáži 4 669 BRT. Během plavby doplnila 19. května 90 m² paliva z ponorky U 460.
| datum              | jméno           | příslušnost | tonáž [BRT] | konvoj | Pozice          |
| ------------------ | --------------- | ----------- | ----------- | ------ | --------------- |
| 28. listopadu 1942 | Treworlas       | UK          | 4 692       |        | 10°52′N 60°45′W |
| 9. leden 1943      | Birmingham City | USA         | 6 194       | TB 1   | 7°23′N 55°48′W  |
| 9. leden 1943      | Broad Arrow     | USA         | 7 178       | TB 1   | 7°35′N 55°45′W  |
| 9. leden 1943      | Collingsworth   | USA         | 5 101       | TB 1   | 7°12′N 55°37′W  |
| 9. leden 1943      | Minotaur        | USA         | 4 554       | TM 1   | 7°12′N 55°37′W  |

Tanker Broad Arrow byl vyzbrojen pětipalcovým kanonem a dvěma kulomety ráže 7,62 mm. Parník Birmingham City byl vyzbrojen jedním čtyřpalcovým a jedním třípalcovým kanonem a dvěma kulomety ráže 12,7 mm. Parník Collingsworth byl vyzbrojen jedním čtyřpalcovým a jedním třípalcovým kanonem a osmi rychlopalnými kanony ráže 20 mm. Parník byl vyzbrojen dvěma třípalcovými kanony a dvěma kulomety ráže 12,7 mm.

### Jedenáctá bojová plavba
Na jedenáctou bojovou plavbu U 124 vyplula 2. dubna 1943 z Lorientu. Operační prostor byl u pobřeží Španělska. U 124 potopila dvě lodě o celkové tonáži 9 547 BRT.
| datum         | jméno | příslušnost | tonáž [BRT] | konvoj | Pozice           |
| ------------- | ----- | ----------- | ----------- | ------ | ---------------- |
| 2. dubna 1943 | Gogra | UK          | 5 190       | OS 45  | západně od Porta |
| 2. dubna 1943 | Katha | UK          | 4 357       | OS 45  | západně od Porta |

### Zničení
2. dubna 1943 byla ponorka U 124 napadena korvetou HMS Stonecrop (K142) a HMS Black Swan, eskortními plavidly konvoje OS 45. Západně od portugalského přístavu Porto byla U 124 potopena. Celá posádka 53 námořníků zahynula.

### Vlčí smečky
Ponorka U 124 se zúčastnila v průběhu bojových operací dvou vlčích smeček
1. Süd (22. července 1941–5. srpna 1941)
2. Hecht (8. května 1942–18. června 1942)

### V kultuře
U 124 je zmiňována v písničce "Wolfpack" v podání švédské power metalové kapely Sabaton. Tématem písně je útok vlčí smečky Hecht na konvoj ONS 92.